# Racing Mechelen
Il Racing Club Mechelen è stata una società cestistica avente sede a Malines, in Belgio. Nel 1995 si è fusa con il Sobabee dando origine al Racing Basket Antwerp.

## Palmarès
- Campionato belga: 15

1964-65, 1965-66, 1966-67, 1968-69, 1973-74, 1974-75, 1975-76, 1979-80, 1986-87, 1988-89, 1989-90, 1990-91, 1991-92, 1992-93, 1993-94
- Coppa del Belgio: 9

1964, 1965, 1970, 1971, 1986, 1987, 1990, 1993, 1994
- Supercoppa del Belgio: 5

1990, 1991, 1992, 1993, 1994